# Кирдани (Коростенський район)
Кирдани́ — село в Україні, в Овруцькій територіальній громаді Коростенського району Житомирської області. Населення становить 1 123 особи (2001).

## Історія
У 1906 році — село Гладковицької волості Овруцького повіту Волинської губернії. Відстань від повітового міста 3 верст, від волості 8. Дворів 28, мешканців 172.
13 квітня 2017 року включене до складу новоутвореної Овруцької територіальної громади Овруцького району Житомирської області. Від 19 липня 2020 року, разом з громадою, в складі новоствореного Коростенського району Житомирської області.

## Відомі люди
- Добахова Ольга Пилипівна (1910—1982) — українська поетка.